# NGC 7789
NGC 7789 (również OCL 269 lub Biała Róża) – gromada otwarta znajdująca się w gwiazdozbiorze Kasjopei. Odkryła ją Caroline Herschel 30 października 1783 roku. Jest położona w odległości ok. 5,9 tys. lat świetlnych od Słońca.
Ma około stu bladych gwiazd w koncentrycznych łukach. Badania astrofizyczne pokazały 583 członków gromady.